# فهرست فرودگاه‌های سنگال
این مقاله شامل فهرست فرودگاه‌های کشور سنگال است که براساس مکان آن‌ها مرتب شده‌اند.

## فرودگاه‌ها
Airport names shown in bold indicate the airport has scheduled commercial airline service.
| شهر          | منطقه       | ایکائو | یاتا | نام فرودگاه                                     | مختصات                                                         |
| ------------ | ----------- | ------ | ---- | ----------------------------------------------- | -------------------------------------------------------------- |
| Bakel        | Tambacounda | GOTB   | BXE  | فرودگاه باکل                                    | ۱۴°۵۰′۵۰″ شمالی ۰۱۲°۲۸′۰۵″ غربی / ۱۴٫۸۴۷۲۲°شمالی ۱۲٫۴۶۸۰۶°غربی |
| Cap Skirring | Ziguinchor  | GOGS   | CSK  | فرودگاه کپ اسکر                                 | ۱۲°۲۴′۳۶″ شمالی ۰۱۶°۴۴′۴۶″ غربی / ۱۲٫۴۱۰۰۰°شمالی ۱۶٫۷۴۶۱۱°غربی |
| داکار        | Dakar       | GOOY   | DKR  | فرودگاه بین‌المللی لئوپولد سدار سنگور            | ۱۴°۴۴′۲۲″ شمالی ۰۱۷°۲۹′۲۴″ غربی / ۱۴٫۷۳۹۴۴°شمالی ۱۷٫۴۹۰۰۰°غربی |
| داکار        | Thiès       |        |      | فرودگاه بین‌المللی بلز دیان (under construction) | ۱۴°۴۰′۱۶″ شمالی ۱۷°۴′۱″ غربی / ۱۴٫۶۷۱۱۱°شمالی ۱۷٫۰۶۶۹۴°غربی    |
| Dodji        | Louga       |        |      | Dodji Airport                                   | ۱۵°۳۲′۳۸″ شمالی ۰۱۴°۵۷′۳۰″ غربی / ۱۵٫۵۴۳۸۹°شمالی ۱۴٫۹۵۸۳۳°غربی |
| کائولاک      | Kaolack     | GOOK   | KLC  | کاولک فرودگاه                                   | ۱۴°۰۸′۴۸″ شمالی ۰۱۶°۰۳′۰۴″ غربی / ۱۴٫۱۴۶۶۷°شمالی ۱۶٫۰۵۱۱۱°غربی |
| Kédougou     | Kédougou    | GOTK   | KGG  | فرودگاه کیدوگو                                  | ۱۲°۳۴′۲۰″ شمالی ۰۱۲°۱۳′۱۳″ غربی / ۱۲٫۵۷۲۲۲°شمالی ۱۲٫۲۲۰۲۸°غربی |
| Kolda        | Kolda       | GODK   | KDA  | فرودگاه کولدا شمالی (former ICAO: GOGK)         | ۱۲°۵۳′۵۴″ شمالی ۰۱۴°۵۸′۰۵″ غربی / ۱۲٫۸۹۸۳۳°شمالی ۱۴٫۹۶۸۰۶°غربی |
| Linguère     | Louga       | GOOG   |      | Linguère Airport                                | ۱۵°۲۴′۰۰″ شمالی ۰۱۵°۰۵′۰۲″ غربی / ۱۵٫۴۰۰۰۰°شمالی ۱۵٫۰۸۳۸۹°غربی |
| Matam        | Matam       | GOSM   | MAX  | فرودگاه اورو سوگوئی                             | ۱۵°۳۵′۳۷″ شمالی ۰۱۳°۱۹′۲۲″ غربی / ۱۵٫۵۹۳۶۱°شمالی ۱۳٫۳۲۲۷۸°غربی |
| Niokolo-Koba |             |        | NIK  | Niokolo-Koba Airport                            | ۱۳°۰۳′۰۹″ شمالی ۰۱۲°۴۳′۳۸″ غربی / ۱۳٫۰۵۲۵۰°شمالی ۱۲٫۷۲۷۲۲°غربی |
| Podor        | Saint-Louis | GOSP   | POD  | فرودگاه پودور                                   | ۱۶°۴۰′۴۱″ شمالی ۰۱۴°۵۷′۵۴″ غربی / ۱۶٫۶۷۸۰۶°شمالی ۱۴٫۹۶۵۰۰°غربی |
| Richard Toll | Saint-Louis | GOSR   | RDT  | فرودگاه ریچارد تول                              | ۱۶°۲۶′۱۵″ شمالی ۰۱۵°۳۹′۲۶″ غربی / ۱۶٫۴۳۷۵۰°شمالی ۱۵٫۶۵۷۲۲°غربی |
| Saint-Louis  | Saint-Louis | GOSS   | XLS  | فرودگاه سنت لویی                                | ۱۶°۰۳′۰۳″ شمالی ۰۱۶°۲۷′۴۷″ غربی / ۱۶٫۰۵۰۸۳°شمالی ۱۶٫۴۶۳۰۶°غربی |
| Simenti      | Tambacounda | GOTS   | SMY  | فرودگاه سیمنتی                                  | ۱۳°۰۲′۴۸″ شمالی ۰۱۳°۱۷′۴۱″ غربی / ۱۳٫۰۴۶۶۷°شمالی ۱۳٫۲۹۴۷۲°غربی |
| Tambacounda  | Tambacounda | GOTT   | TUD  | فرودگاه تامباکوندا                              | ۱۳°۴۴′۱۲″ شمالی ۰۱۳°۳۹′۱۱″ غربی / ۱۳٫۷۳۶۶۷°شمالی ۱۳٫۶۵۳۰۶°غربی |
| Ziguinchor   | Ziguinchor  | GOGG   | ZIG  | فرودگاه زیگوینچور                               | ۱۲°۳۳′۲۰″ شمالی ۰۱۶°۱۶′۵۴″ غربی / ۱۲٫۵۵۵۵۶°شمالی ۱۶٫۲۸۱۶۷°غربی |

## یادداشت
1. ↑  Airport information for GODK / KDA at Great Circle Mapper.